# Deutsche Badmintonmeisterschaft 2021
Die Deutschen Badmintonmeisterschaften 2021 fanden vom 27. bis zum 29. August 2021 in Mülheim an der Ruhr statt. Austragungsort war die Westenergie Sporthalle. Ursprünglich sollte die Meisterschaft im Februar 2021 in Bielefeld stattfinden, aufgrund der COVID-19-Pandemie mussten Ort und Termin geändert werden und nur am Finaltag wurden Zuschauer zugelassen. Es war die 69. Auflage der Titelkämpfe. 

## Medaillengewinner
| Disziplin    | Gold                                                                         | Silber                                                                         | Bronze                                                                 |
| ------------ | ---------------------------------------------------------------------------- | ------------------------------------------------------------------------------ | ---------------------------------------------------------------------- |
| Herreneinzel | Kai Schäfer (SV Fun-Ball Dortelweil)                                         | Fabian Roth (TV Refrath)                                                       | Max Weißkirchen (SC Union 08 Lüdinghausen)                             |
| Herreneinzel | Kai Schäfer (SV Fun-Ball Dortelweil)                                         | Fabian Roth (TV Refrath)                                                       | Matthias Kicklitz (Blau-Weiss Wittorf)                                 |
| Dameneinzel  | Yvonne Li (SC Union 08 Lüdinghausen)                                         | Thuc Phuong Nguyen (1. BC Wipperfeld)                                          | Ann-Kathrin Spöri (TV Refrath)                                         |
| Dameneinzel  | Yvonne Li (SC Union 08 Lüdinghausen)                                         | Thuc Phuong Nguyen (1. BC Wipperfeld)                                          | Mareike Bittner (TV Hofheim)                                           |
| Herrendoppel | Jones Ralfy Jansen (1. BC Wipperfeld) Jan Colin Völker (TV Refrath)          | Felix Hammes (1. BC Beuel) Christopher Klauer (TV Refrath)                     | Malik Bourakkadi (TV Refrath) Kian-Yu Oei (TV Refrath)                 |
| Herrendoppel | Jones Ralfy Jansen (1. BC Wipperfeld) Jan Colin Völker (TV Refrath)          | Felix Hammes (1. BC Beuel) Christopher Klauer (TV Refrath)                     | Marvin Datko (1. BC Bischmisheim) Alexander Strehse (TSV Trittau)      |
| Damendoppel  | Linda Efler (SC Union 08 Lüdinghausen) Isabel Herttrich (1. BC Bischmisheim) | Annabella Jäger (TSV Neuhausen-Nymphenburg) Stine Küspert (1. BC Bischmisheim) | Leona Michalski (TV Refrath) Franziska Volkmann (1. BC Bischmisheim)   |
| Damendoppel  | Linda Efler (SC Union 08 Lüdinghausen) Isabel Herttrich (1. BC Bischmisheim) | Annabella Jäger (TSV Neuhausen-Nymphenburg) Stine Küspert (1. BC Bischmisheim) | Annika Horbach (Rot-Weiß Walldorf) Brid Stepper (1. BC Beuel)          |
| Mixed        | Mark Lamsfuß (1. BC Wipperfeld) Isabel Herttrich (1. BC Bischmisheim)        | Jones Ralfy Jansen (1. BC Wipperfeld) Linda Efler (SC Union 08 Lüdinghausen)   | Max Weißkirchen (SC Union 08 Lüdinghausen) Lara Käpplein (1. BC Beuel) |
| Mixed        | Mark Lamsfuß (1. BC Wipperfeld) Isabel Herttrich (1. BC Bischmisheim)        | Jones Ralfy Jansen (1. BC Wipperfeld) Linda Efler (SC Union 08 Lüdinghausen)   | Jonathan Persson (TSV Trittau) Emma Moszczynski (TSV Trittau)          |

## Herreneinzel

### 1. Runde
- Lennart Notni – Felix Ruth: 21-13 21-9
- Kilian Ming-Zhe Maurer – Pasquale Czeckay: 21-13 21-19
- Kian-Yu Oei – Johannes Grieser: 21-7 21-15
- Siad Wolff – Thilo Mund: 21-16 15-21 21-18
- Alexander Strehse – Mika Poste: 21-16 21-10
- Karim Krehemeier – Jonas Scheller: 21-18 21-11
- Philipp Nebendahl – Steffen Grün: 21-18 21-17
- Moritz Unz – Florian Reinhold: 18-21 21-17 21-11
- Christopher Klauer – Lukas Burger: 21-12 18-21 21-12
- Johann Höflitz – Simon Kramer: 16-21 21-9 21-13
- Ludwig Bram – Holger Herbst: 21-12 21-14
- Niklas Niemczyk – Philip Bußler: 21-17 21-15
- Elias Beckmann – Fabian Schlenga: 21-18 21-19
- Jonathan Dresp – Jan Santüns: 21-16 21-9
- David Kramer – Bennet Peters: 21-16 21-14
- Christian Dumler – Luca Wiechmann: 21-12 21-18
- Markus Hennes – Jan-Henrik Gleis: 22-20 23-21
- Aaron Sonnenschein – Lars Rügheimer: 21-11 21-10
- Jan Thiele – Marvin Schmidt: 21-16 13-21 21-19
- Dennis Friedenstab – Julian Blaumoser: 21-9 21-8
- Felix Hammes – Simon Krax: 21-15 19-21 21-13
- Justin Seibel – Kai Waldenberger: 21-16 10-21 22-20

### 2. Runde
- Max Weißkirchen – Lennart Notni: 21-15 21-15
- Kilian Ming-Zhe Maurer – Saruul Shafiq: 22-20 21-16
- Kian-Yu Oei – Tim Specht: 19-21 21-14 21-13
- Christopher Klauer – Siad Wolff: 21-14 21-10
- Fabian Roth – Alexander Strehse: 21-5 21-4
- Karim Krehemeier – Philipp Nebendahl: 20-22 21-8 21-13
- Lucas Bednorsch – Moritz Unz: 21-11 21-12
- Brian Holtschke – Johann Höflitz: 21-5 21-13
- Niklas Niemczyk – Ludwig Bram: 21-13 21-8
- Matthias Kicklitz – Elias Beckmann: 21-3 21-11
- Jonathan Dresp – David Kramer: 21-17 21-13
- Samuel Hsiao – Christian Dumler: 21-19 21-8
- Aaron Sonnenschein – Markus Hennes: 21-15 21-11
- Tobias Wadenka – Jan Thiele: 21-9 21-10
- Felix Hammes – Dennis Friedenstab: 21-13 21-16
- Kai Schäfer – Justin Seibel: 21-8 21-14

### Achtelfinale
- Max Weißkirchen – Kilian Ming-Zhe Maurer: 21-6 21-14
- Christopher Klauer – Kian-Yu Oei: 21-19 18-21 21-18
- Fabian Roth – Karim Krehemeier: 21-10 21-14
- Brian Holtschke – Lucas Bednorsch: 21-8 21-12
- Matthias Kicklitz – Niklas Niemczyk: 21-18 21-8
- Samuel Hsiao – Jonathan Dresp: 21-17 21-10
- Aaron Sonnenschein – Tobias Wadenka: 18-21 21-17 21-13
- Kai Schäfer – Felix Hammes: 21-9 21-10

### Viertelfinale
- Max Weißkirchen – Christopher Klauer: 21-12 22-20
- Fabian Roth – Brian Holtschke: 21-19 21-7
- Matthias Kicklitz – Samuel Hsiao: 21-13 22-20
- Kai Schäfer – Aaron Sonnenschein: 21-14 21-11

### Halbfinale
- Kai Schäfer – Matthias Kicklitz: 21-13 21-19
- Fabian Roth – Max Weißkirchen: 21-19 21-8

### Finale
- Kai Schäfer – Fabian Roth: 5-21 22-20 21-16

## Dameneinzel

### 1. Runde
- Yvonne Li – Maxi Stelzer: 21-6 21-11
- Antonia Schaller – Cara Siebrecht: 21-12 21-16
- Selina Giesler – Melina Wild: 21-8 21-13
- Lea Dingler – Karina Wiedemeier: 21-16 18-21 21-18
- Brid Stepper – Lena Reder: 21-10 21-11
- Mareike Bittner – Silke Becker: 21-7 21-11
- Alicia Molitor – Lisa Höflitz: 21-15 21-11
- Teresa Rondorf – Elisa Herzig De Almeida: 21-9 21-14
- Nina Becker – Paloma Wich: 15-21 21-10 23-21
- Nicole Bartsch – Michelle Beecken: 21-15 21-15
- Selin Hübsch – Paula-Elisabeth Nitschke: 21-12 21-11
- Thuc Phuong Nguyen – Xuan Giao-Tien Nguyen: w.o.
- Julia Meyer – Jennifer Löwenstein: 21-19 21-6
- Florentine Schöffski – Charlotte Mund: 21-9 21-6
- Marija Zolotariova – Nadine Rahmel: 21-8 21-17
- Ann-Kathrin Spöri – Maren Völkering: 21-10 21-8

### Achtelfinale
- Yvonne Li – Antonia Schaller: 21-10 21-6
- Selina Giesler – Lea Dingler: 21-16 21-7
- Mareike Bittner – Brid Stepper: 21-16 13-21 21-14
- Alicia Molitor – Teresa Rondorf: 21-15 2-4 Aufgabe
- Nicole Bartsch – Nina Becker: 15-21 21-8 21-7
- Thuc Phuong Nguyen – Selin Hübsch: 22-20 21-16
- Florentine Schöffski – Julia Meyer: 21-19 21-19
- Ann-Kathrin Spöri – Marija Zolotariova: 21-8 21-6

### Viertelfinale
- Yvonne Li – Selina Giesler: 21-10 21-9
- Mareike Bittner – Alicia Molitor: 21-16 21-7
- Thuc Phuong Nguyen – Nicole Bartsch: 21-11 21-6
- Ann-Kathrin Spöri – Florentine Schöffski: 21-16 21-16

### Halbfinale
- Yvonne Li – Mareike Bittner: 21-12 21-14
- Thuc Phuong Nguyen – Ann-Kathrin Spöri: 7-1 Aufgabe

### Finale
- Yvonne Li – Thuc Phuong Nguyen: 21-17 21-14

## Herrendoppel

### 1. Runde
- Kian-Yu Oei / Malik Bourakkadi – Alan Erben / David Kramer: 20-22 23-21 21-16
- Christopher Klauer / Felix Hammes – Leander Adam / Aaron Sonnenschein: 21-7 21-13
- Alexander Strehse / Marvin Datko – Daniel Hess / Johannes Pistorius: 21-19 23-21
- Niels Kock / Elias Beckmann – Simon Kramer / Fabian Schlenga: 21-16 24-22
- Kenneth Neumann / Jonathan Dresp – Marcello Kausemann / Bennet Peters: 22-20 16-21 24-22
- Lars Rügheimer / Christian Dumler – Julian Blaumoser / Justin Seibel: 21-19 21-14
- Saruul Shafiq / Philipp Salow – Nils Dubrau / Mika Poste: 21-13 21-11
- Jan Colin Völker / Jones Ralfy Jansen – Simon Krax / Luca Wiechmann: 21-15 21-10
- Lukas Burger / Jonas Burger – Johann Höflitz / Julian Voigt: 17-21 23-21 21-19
- Sebastian Grieser / Johannes Grieser – Pasquale Czeckay / Jonathan Rathke: 21-10 21-13
- Oliver Schmidt / Thilo Mund – Elias Beckmann / Niels Kock: 17-21 21-15 21-18
- Kian-Yu Oei / Malik Bourakkadi – Lucas Bednorsch / Lucas Gredner: 21-15 11-21 21-15
- Moritz Unz / Steffen Grün – Felix Ruth / Yannik Windhorst: 17-21 21-17 21-19
- Florian Reinhold / Markus Hennes – Ludwig Bram / Tom Wendt: 21-17 24-22
- David Kramer / Alan Erben – Jonathan Dresp / Kenneth Neumann: 21-7 21-17
- Lars Rügheimer / Christian Dumler – Lennart Notni / Jonas Scheller: 11-21 21-19 21-18
- Aaron Sonnenschein / Leander Adam – Tim Fischer / Christoph Offermann: 21-18 17-21 21-19
- Saruul Shafiq / Philipp Salow – Jonas Grün / Tim Specht: 21-18 16-21 21-15
- Christopher Klauer / Felix Hammes – Kilian Ming-Zhe Maurer / Matthias Schnabel: 21-15 13-21 21-17
- Lukas Resch / Niclas Kirchgeßner – Ciarán Fitzgerald / Jan-Henrik Gleis: 21-6 21-11
- Alexander Strehse / Marvin Datko – Dennis Friedenstab / Patrick Thöne: 21-11 21-15
- Nikolaj Stupplich / Jarne Schlevoigt – Philip Bußler / David Persin: w.o.
- Johannes Pistorius / Daniel Hess – Thies Huth / Marvin Schmidt: 21-13 21-11
- Jan Colin Völker / Jones Ralfy Jansen – Jonas Burger / Lukas Burger: 21-12 21-12
- Sebastian Grieser / Johannes Grieser – Thilo Mund / Oliver Schmidt: 21-14 21-16
- Kian-Yu Oei / Malik Bourakkadi – Steffen Grün / Moritz Unz: 21-17 21-10
- David Kramer / Alan Erben – Markus Hennes / Florian Reinhold: 21-8 18-21 21-18
- Aaron Sonnenschein / Leander Adam – Christian Dumler / Lars Rügheimer: 18-21 21-18 21-13
- Alexander Strehse / Marvin Datko – Niclas Kirchgeßner / Lukas Resch: 21-14 21-11
- Christopher Klauer / Felix Hammes – Leander Adam / Aaron Sonnenschein: 21-7 21-13
- Alexander Strehse / Marvin Datko – Daniel Hess / Johannes Pistorius: 21-19 23-21
- Niels Kock / Elias Beckmann – Simon Kramer / Fabian Schlenga: 21-16 24-22
- Kenneth Neumann / Jonathan Dresp – Marcello Kausemann / Bennet Peters: 22-20 16-21 24-22
- Lars Rügheimer / Christian Dumler – Julian Blaumoser / Justin Seibel: 21-19 21-14
- Saruul Shafiq / Philipp Salow – Nils Dubrau / Mika Poste: 21-13 21-11

### 2. Runde
- Jan Colin Völker / Jones Ralfy Jansen – Simon Krax / Luca Wiechmann: 21-15 21-10
- Lukas Burger / Jonas Burger – Johann Höflitz / Julian Voigt: 17-21 23-21 21-19
- Sebastian Grieser / Johannes Grieser – Pasquale Czeckay / Jonathan Rathke: 21-10 21-13
- Oliver Schmidt / Thilo Mund – Elias Beckmann / Niels Kock: 17-21 21-15 21-18
- Kian-Yu Oei / Malik Bourakkadi – Lucas Bednorsch / Lucas Gredner: 21-15 11-21 21-15
- Moritz Unz / Steffen Grün – Felix Ruth / Yannik Windhorst: 17-21 21-17 21-19
- Florian Reinhold / Markus Hennes – Ludwig Bram / Tom Wendt: 21-17 24-22
- David Kramer / Alan Erben – Jonathan Dresp / Kenneth Neumann: 21-7 21-17
- Lars Rügheimer / Christian Dumler – Lennart Notni / Jonas Scheller: 11-21 21-19 21-18
- Aaron Sonnenschein / Leander Adam – Tim Fischer / Christoph Offermann: 21-18 17-21 21-19
- Saruul Shafiq / Philipp Salow – Jonas Grün / Tim Specht: 21-18 16-21 21-15
- Christopher Klauer / Felix Hammes – Kilian Ming-Zhe Maurer / Matthias Schnabel: 21-15 13-21 21-17
- Lukas Resch / Niclas Kirchgeßner – Ciarán Fitzgerald / Jan-Henrik Gleis: 21-6 21-11
- Alexander Strehse / Marvin Datko – Dennis Friedenstab / Patrick Thöne: 21-11 21-15
- Nikolaj Stupplich / Jarne Schlevoigt – Philip Bußler / David Persin: w.o.
- Johannes Pistorius / Daniel Hess – Thies Huth / Marvin Schmidt: 21-13 21-11

### Achtelfinale
- Jan Colin Völker / Jones Ralfy Jansen – Jonas Burger / Lukas Burger: 21-12 21-12
- Sebastian Grieser / Johannes Grieser – Thilo Mund / Oliver Schmidt: 21-14 21-16
- Kian-Yu Oei / Malik Bourakkadi – Steffen Grün / Moritz Unz: 21-17 21-10
- David Kramer / Alan Erben – Markus Hennes / Florian Reinhold: 21-8 18-21 21-18
- Aaron Sonnenschein / Leander Adam – Christian Dumler / Lars Rügheimer: 18-21 21-18 21-13
- Christopher Klauer / Felix Hammes – Philipp Salow / Saruul Shafiq: 24-22 21-8
- Alexander Strehse / Marvin Datko – Niclas Kirchgeßner / Lukas Resch: 21-14 21-11
- Johannes Pistorius / Daniel Hess – Jarne Schlevoigt / Nikolaj Stupplich: 21-16 21-18

### Viertelfinale
- Jones Ralfy Jansen / Jan Colin Völker / Johannes Grieser / Sebastian Grieser: 21-14 21-13
- Christopher Klauer / Felix Hammes – Philipp Salow / Saruul Shafiq: 24-22 21-8
- Kian-Yu Oei / Malik Bourakkadi – Alan Erben / David Kramer: 20-22 23-21 21-16
- Johannes Pistorius / Daniel Hess – Jarne Schlevoigt / Nikolaj Stupplich: 21-16 21-18

### Halbfinale
- Jan Colin Völker / Jones Ralfy Jansen – Malik Bourakkadi / Kian-Yu Oei: 21-13 21-14
- Christopher Klauer / Felix Hammes – Marvin Datko / Alexander Strehse: 21-15 21-9

### Finale
- Jan Colin Völker / Jones Ralfy Jansen – Felix Hammes / Christopher Klauer: 21-13 21-11

## Mixed

### 1. Runde
- Markus Hennes / Lena Seibert – Lars Rügheimer / Mareike Bittner: 21-17 15-21 21-16
- David Kramer / Katja Holenz – Elias Beckmann / Anna Mejikovskiy: 21-16 21-17
- Julian Voigt / Tabea Tirschmann – Jonathan Rathke / Katharina Altenbeck: 21-12 14-21 21-14
- Alexander Strehse / Annika Horbach – Jonas Burger / Paloma Wich: 21-8 21-13
- Niels Kock / Alicia Molitor – Simon Krax / Pheline Krüger: 21-16 12-21 21-16
- Niklas Niemczyk / Katja Brosch – Johann Höflitz / Lisa Höflitz: 15-21 21-8 23-21
- Jonathan Dresp / Antonia Schaller – Lukas Burger / Lena Reder: 21-19 14-21 24-22
- Yannik Windhorst / Maren Völkering – Matthias Schnabel / Nina Becker: 21-14 21-19
- Hendrik Wiedemeier / Karina Wiedemeier – Simon Kramer / Jennifer Löwenstein: 17-21 21-19 21-16
- Jarne Schlevoigt / Julia Meyer – Christian Dumler / Xuan Giao-Tien Nguyen: 21-15 17-21 21-12

### 2. Runde
- Mark Lamsfuß / Isabel Herttrich – Lennart Notni / Charlotte Mund: 21-17 21-8
- Saruul Shafiq / Lea Dingler – Philip Bußler / Paula-Elisabeth Nitschke: 21-17 21-17
- Johannes Pistorius / Annabella Jäger – Pasquale Czeckay / Joyce Grimm: 21-15 21-18
- Malik Bourakkadi / Leona Michalski – Markus Hennes / Lena Seibert: 19-21 21-15 22-20
- Max Weißkirchen / Lara Käpplein – Fabian Schlenga / Elisa Herzig De Almeida: 21-9 21-18
- David Kramer / Katja Holenz – Nikolaj Stupplich / Elina Sonnenschein: 21-16 21-16
- Matthias Kicklitz / Thuc Phuong Nguyen – Julian Voigt / Tabea Tirschmann: 21-11 21-16
- Alexander Strehse / Annika Horbach – Philipp Salow / Sinah Holtschke: 21-9 21-17
- Brian Holtschke / Yvonne Li – Niels Kock / Alicia Molitor: 21-14 21-8
- Jonathan Persson / Emma Moszczynski – Niklas Niemczyk / Katja Brosch: 21-9 21-12
- Jonathan Dresp / Antonia Schaller – Julian Blaumoser / Marija Zolotariova: 21-2 21-10
- Lucas Gredner / Franziska Volkmann – Nils Dubrau / Svea Marie Stempniak: 21-12 21-10
- Marvin Datko / Stine Küspert – Yannik Windhorst / Maren Völkering: 21-7 21-18
- Tobias Wadenka / Hannah Pohl – Hendrik Wiedemeier / Karina Wiedemeier: 21-4 21-9
- Jarne Schlevoigt / Julia Meyer – Christopher Klauer / Selin Hübsch: 11-21 21-15 21-17
- Jones Ralfy Jansen / Linda Efler – Wolf-Dieter Papendorf / Merle Krachudel: 21-4 21-6

### Achtelfinale
- Mark Lamsfuß / Isabel Herttrich – Saruul Shafiq / Lea Dingler: 21-10 21-10
- Johannes Pistorius / Annabella Jäger – Malik Bourakkadi / Leona Michalski: 21-14 21-18
- Max Weißkirchen / Lara Käpplein – David Kramer / Katja Holenz: 21-8 21-15
- Matthias Kicklitz / Thuc Phuong Nguyen – Alexander Strehse / Annika Horbach: 21-17 21-15
- Jonathan Persson / Emma Moszczynski – Brian Holtschke / Yvonne Li: 25-23 10-21 21-18
- Lucas Gredner / Franziska Volkmann – Jonathan Dresp / Antonia Schaller: 21-19 21-16
- Tobias Wadenka / Hannah Pohl – Marvin Datko / Stine Küspert: 15-21 21-19 24-22
- Jones Ralfy Jansen / Linda Efler – Jarne Schlevoigt / Julia Meyer: 21-19 21-15

### Viertelfinale
- Mark Lamsfuß / Isabel Herttrich – Johannes Pistorius / Annabella Jäger: 21-14 21-7
- Max Weißkirchen / Lara Käpplein – Matthias Kicklitz / Thuc Phuong Nguyen: 18-21 21-13 21-15
- Jonathan Persson / Emma Moszczynski – Lucas Gredner / Franziska Volkmann: 13-21 21-11 23-21
- Jones Ralfy Jansen / Linda Efler – Tobias Wadenka / Hannah Pohl: 21-14 20-22 21-15

### Halbfinale
- Mark Lamsfuß / Isabel Herttrich – Max Weißkirchen / Lara Käpplein: 21-11 15-21 21-13
- Jones Ralfy Jansen / Linda Efler – Jonathan Persson / Emma Moszczynski: 21-14 21-13

### Finale
- Mark Lamsfuß / Isabel Herttrich – Jones Ralfy Jansen / Linda Efler: 21-15 21-14